# Touwmuseum
Het Touwmuseum ‘De Baanschuur’ is een museum in de Utrechtse stad Oudewater, gevestigd aan de Reijersteeg 4.

## Gebouw en collectie
Het museum is daadwerkelijk gevestigd in een voormalige baanschuur, een gebouw waarin de geoogste hennep, de garens, sleden en spintollen werden opgeslagen. Het museum is de laatste baanschuur die nog in originele staat is ondanks de restauratie. Het gebouw is een grofgarenbaan en werd gebruikt van 1675 tot in de twintigste eeuw. Het gebouw werd gebruikt voor het opslaan van allerlei benodigdheden zoals sleden en spintollen, maar ook voor opslag van de hennep en de gemaakte garens.
Het museum laat het verleden zien van henneptelende boeren en van garenproducerende baanders door middel van foto’s, gereedschappen en een lijnbaan.
Het museum toont ook hoe touw werd gemaakt vanaf de hennepplant, via het garen naar touw. Ook geeft het museum informatie over andere touwsoorten, bijvoorbeeld op basis van katoen, bananenbladeren en het synthetische nylon, dat in de 21ste eeuw het meest gebruikt wordt.

## Geschiedenis van de touwindustrie rond Oudewater
De polders rond Oudewater werden vanaf de 12e eeuw ontgonnen vanaf de Hollandse IJssel. Om droog land te creëren werd overtollig water uit het veengebied afgevoerd, wat leidde tot bodemdaling. Hierdoor werd de veengrond drassig, wat het ongeschikt maakte voor de verbouw van graan. Daarom ging men rond het jaar 1500 over op veeteelt en de verbouw van hennep. Hennep kan dienen als grondstof voor touw.
De hennepteelt vond vaak plaats vlak bij de boerderij, met als voordeel dat ook de sloot dichtbij was om de hennep te laten roten. De akkertjes voor hennep werden vruchtbaar gemaakt met mest van het vee, maar ook met stadsafval. De plaats van de oorspronkelijke henneptuinen is te zien in het landschap, omdat ze iets hoger zijn dan het weiland erachter.
De hennepteelt rond Oudewater kwam tot een hoogtepunt in de 17e eeuw. In deze periode was er veel behoefte aan touw, dat op de schepen van onder andere de VOC en de oorlogsschepen van de Republiek werd gebruikt. Binnen de stad waren tientallen grofgarenlijnbanen en andere bedrijven werkzaam in de touwindustrie. De werderopbouw van de stad na het Beleg van Oudewater (1575) werd grotendeels gefinancierd door de rijkdom van deze bedrijven. De hennep kwam daarvoor van boeren rondom Oudewater, maar ook uit de Krimpenerwaard, Lopikerwaard en Snelrewaard.
In Oudewater werd medio zestiende eeuw een touwfabriek opgericht door Gijsbert van der Lee, de Touwfabriek G. van der Lee. Deze touwfabriek was tot 2013 in handen van de familie Van der Lee. De fabriek is in 2019 de enige nog bestaande touwfabriek in Oudewater.
De in Oudewater geproduceerde grove garens werden verscheept naar Rotterdam en Amsterdam, waar zij op een lijnbaan tot scheepskabels werden gedraaid. Naast grove garens werd in Oudewater ook fijngaren gemaakt. Deze fijne garens vormden de grondstof voor visnetten. Voor het draaien van grove en fijne garens werden aparte banen gebruikt.
De touwindustrie heeft Oudewater veel welvaart gebracht. In de tweede helft van de 17e eeuw verminderde de behoefte aan touw. Toch was tot ver in de 18e eeuw een groot aandeel van de beroepsbevolking werkzaam in de touwindustrie. In de loop van de 20e eeuw verdwenen door de schaalvergroting de meeste touwbedrijven.

## Fotogalerij

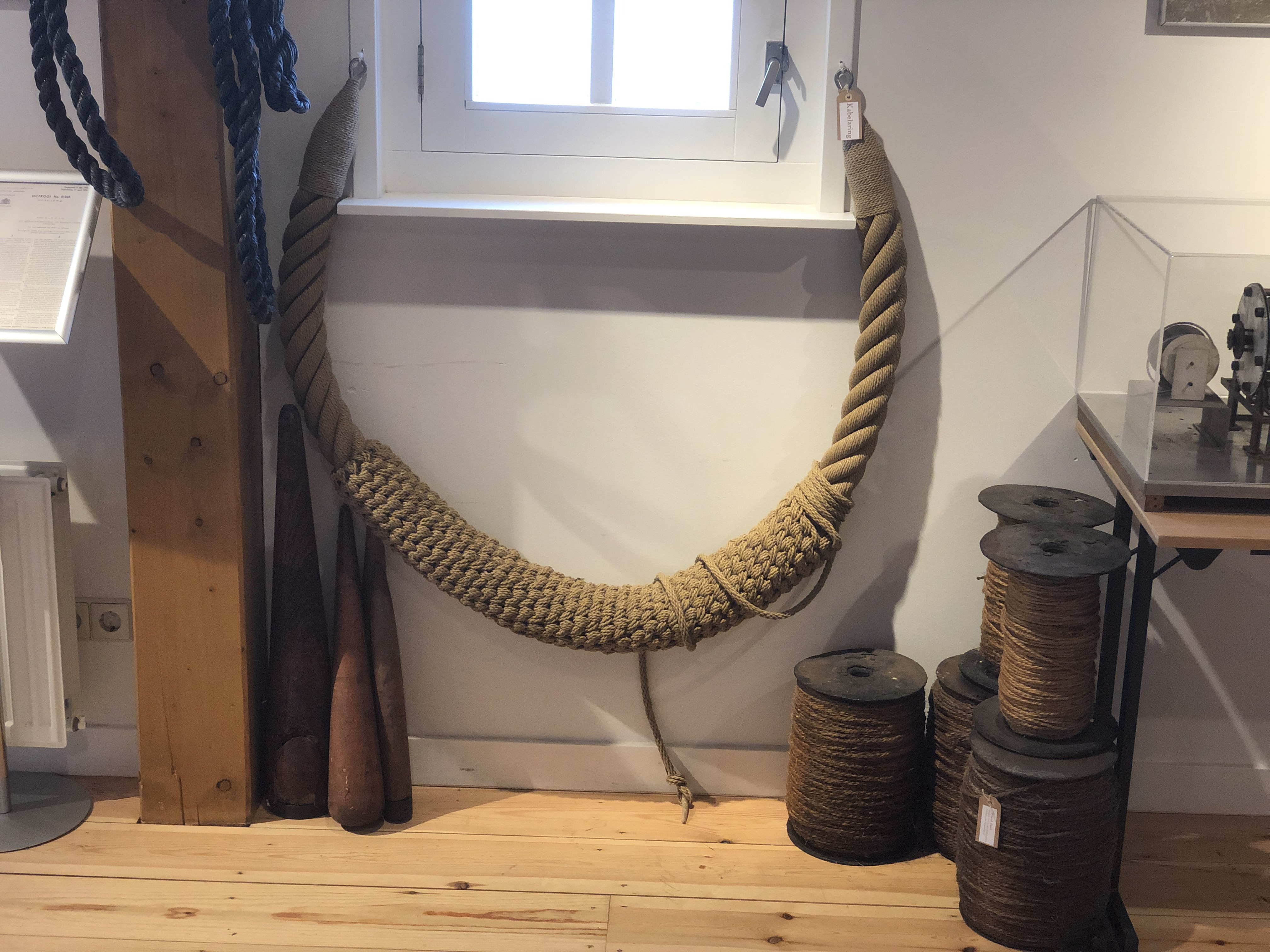
Kabelaring
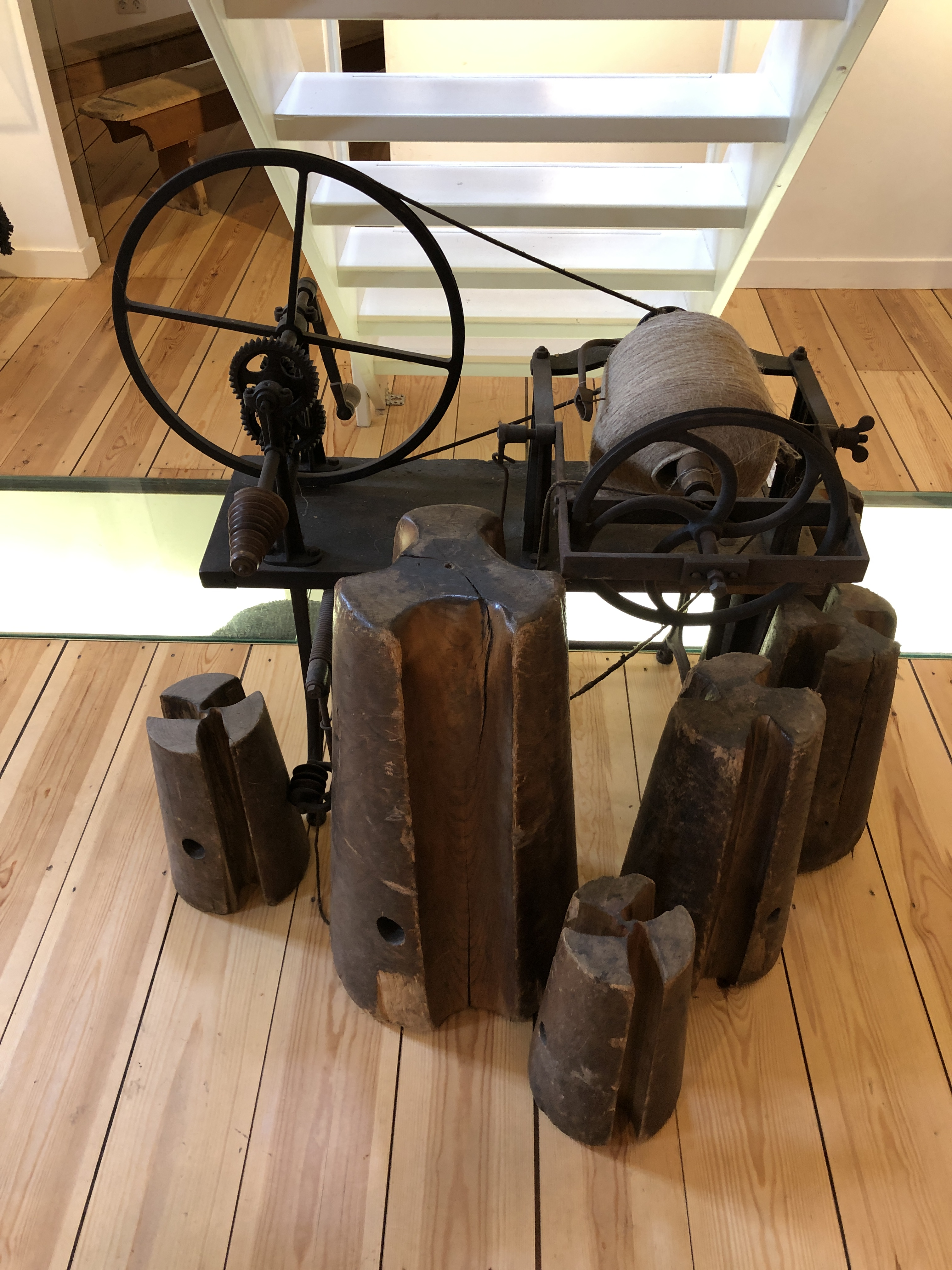
Diverse klossen
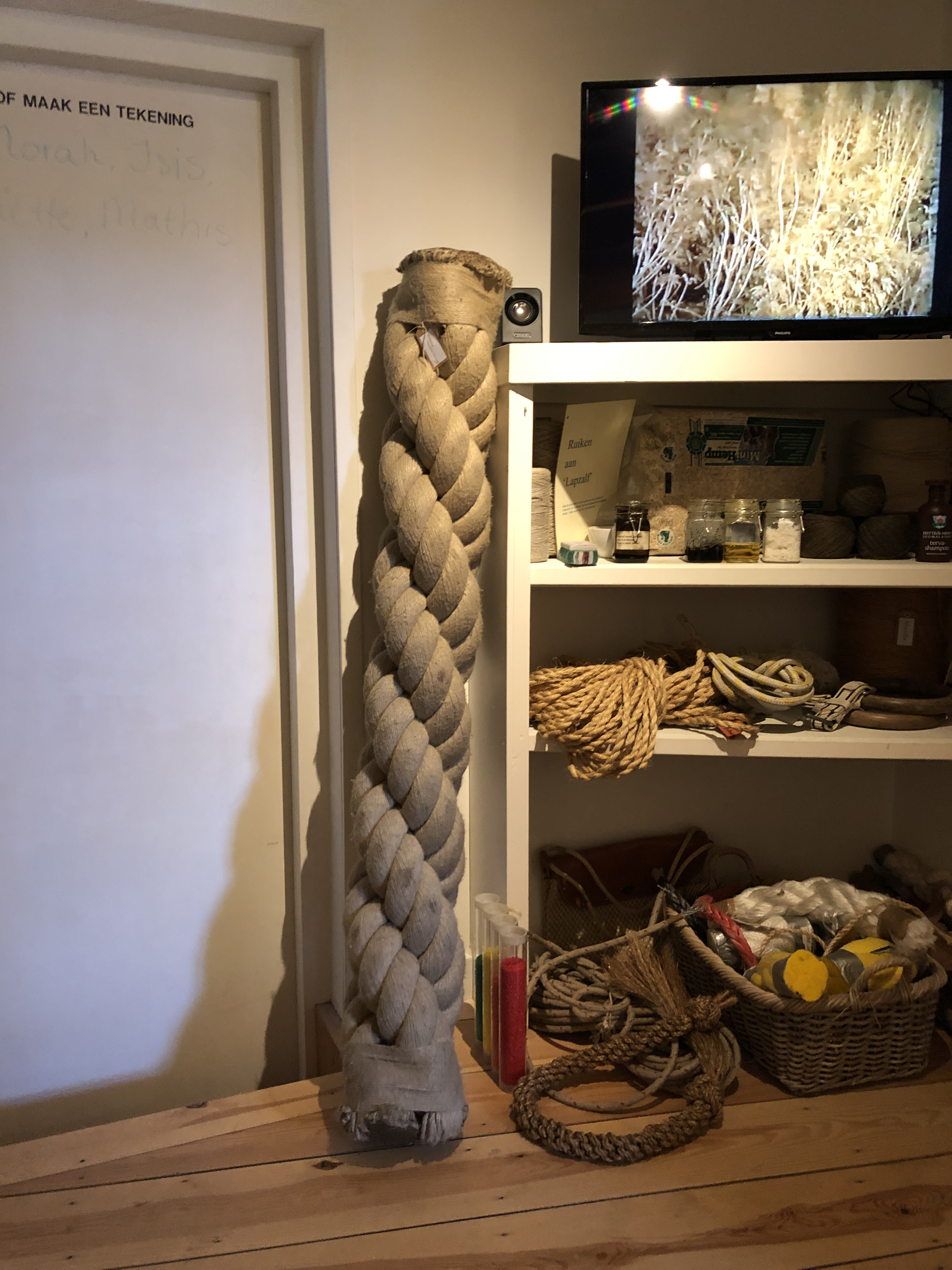

## Wetenswaardigheden
Inwoners van Oudewater worden wel geelbuiken genoemd, omdat zij vaak op straat liepen met bundels gele hennep voor hun buik.